# Truskawka

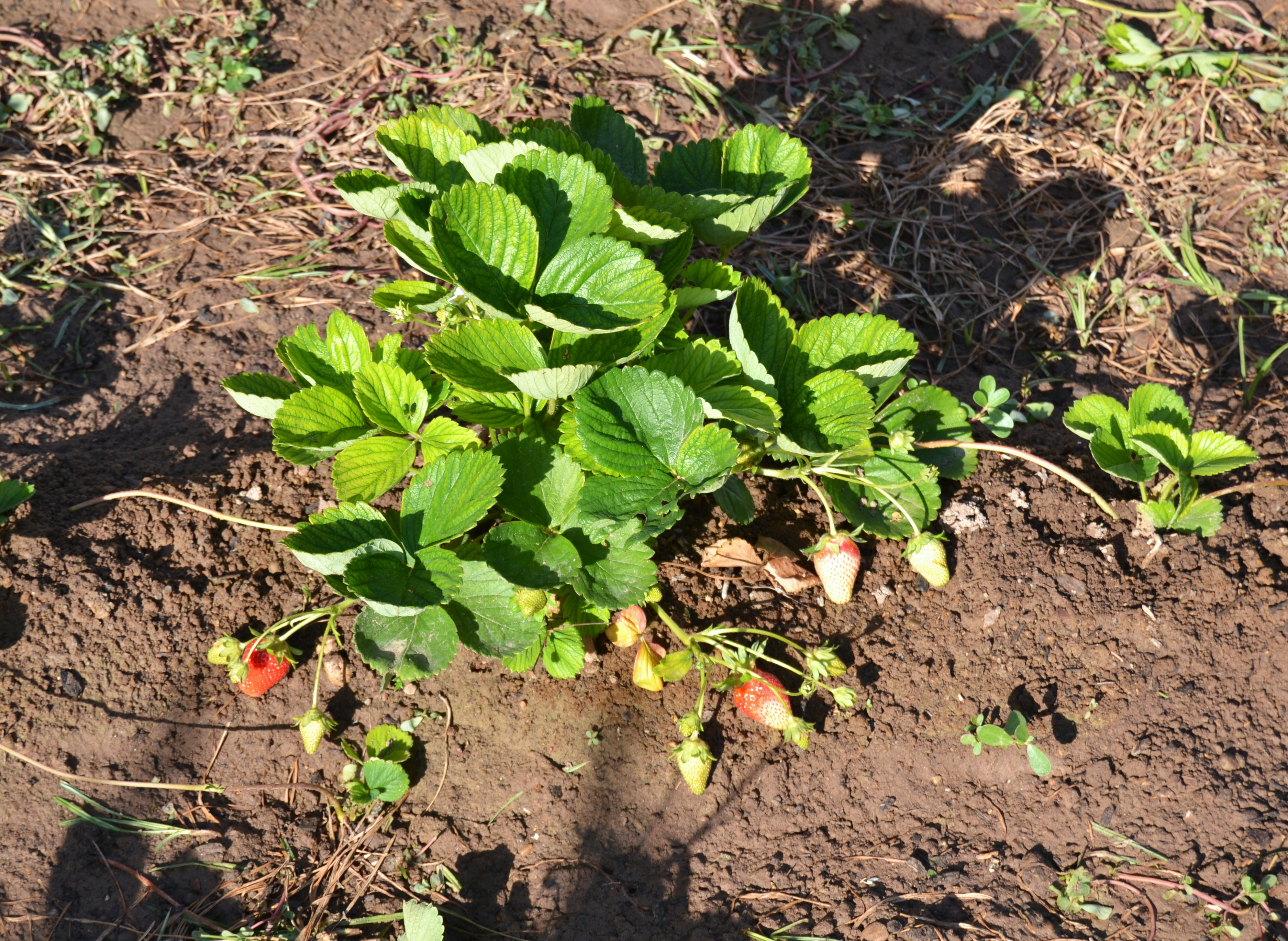
Pokrój

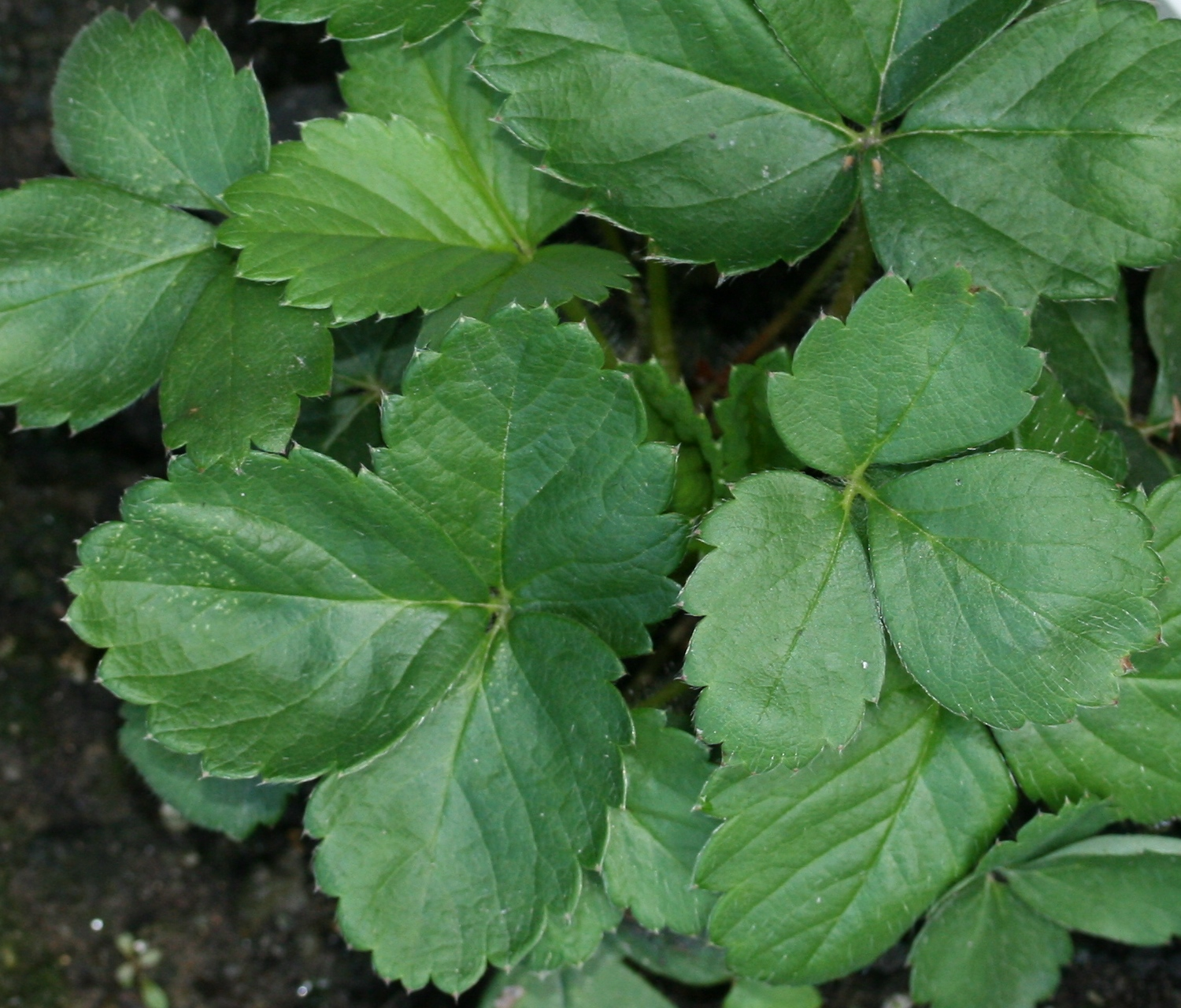
Liście

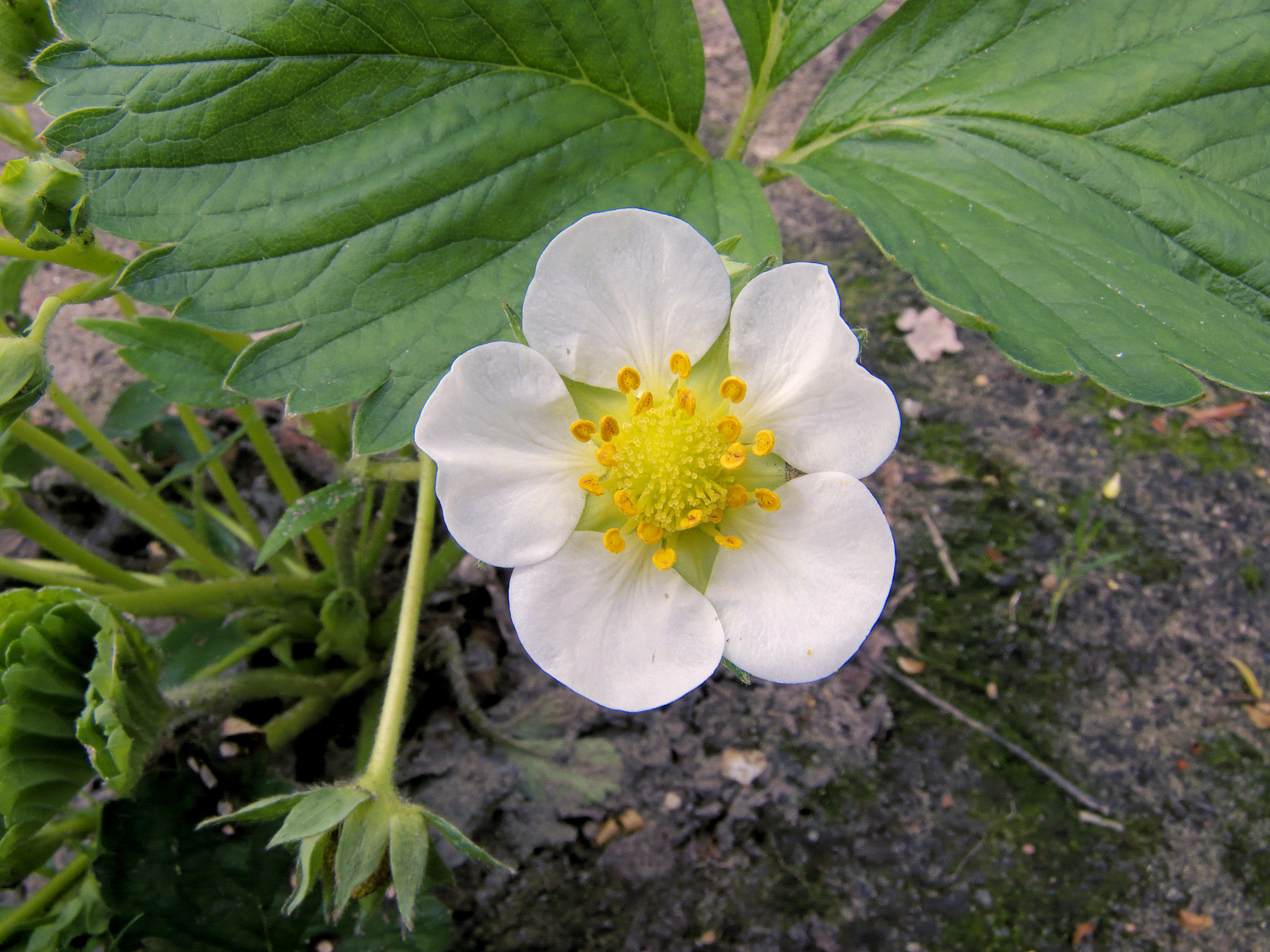
Kwiat

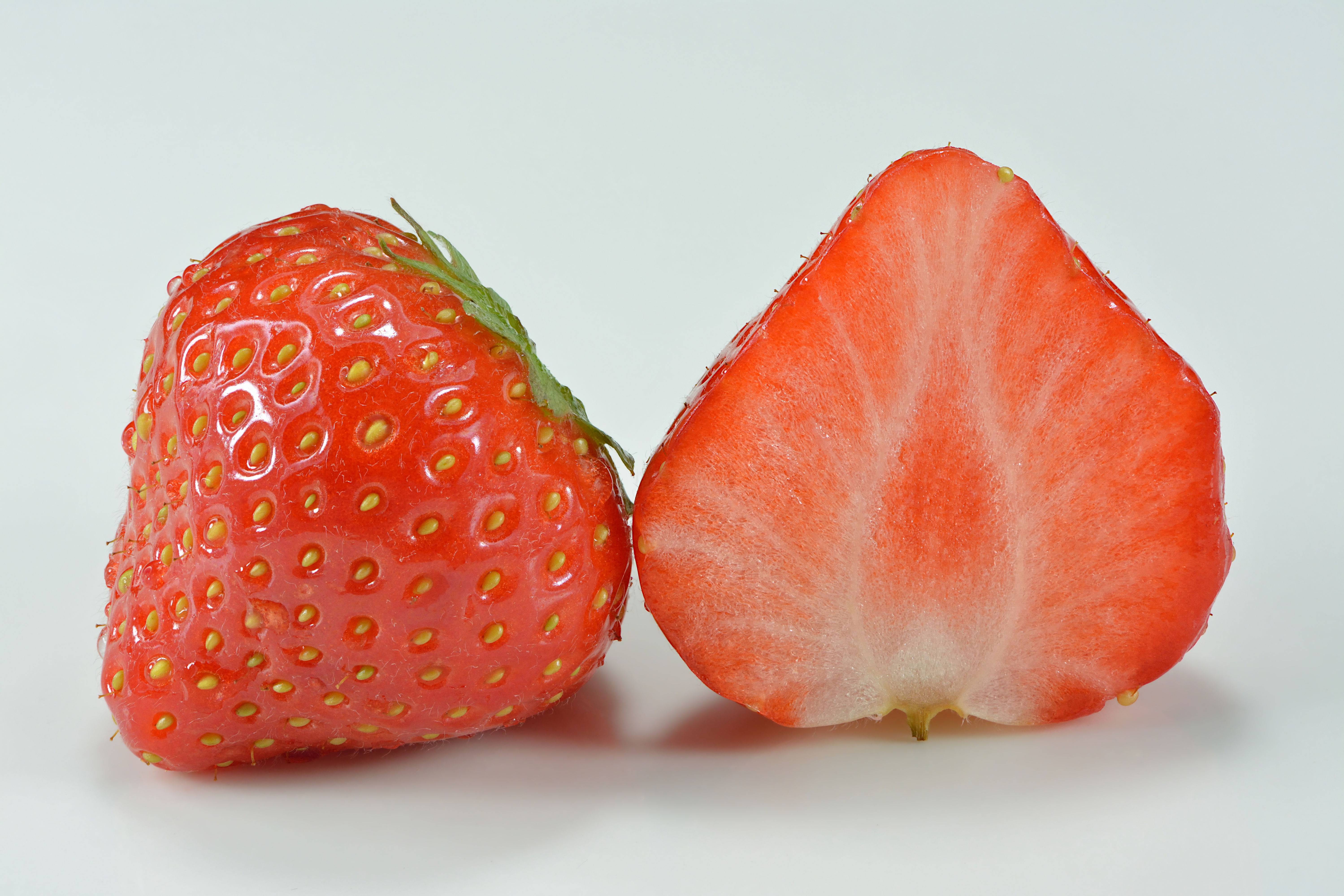
Owoce (owoce właściwe to drobne orzeszki na powierzchni zmięśniałego dna kwiatowego tworzącego owoc pozorny)

Poziomka truskawka (Fragaria × ananassa Duchesne) – roślina mieszaniec dwóch gatunków poziomki z rodziny różowatych (Rosaceae Juss.). Ma wiele nazw zwyczajowych: poziomka ananasowa, poziomka wielkoowocowa, najczęściej jednak nazywana jest po prostu truskawką. Mieszaniec ten został uzyskany w Europie przez skrzyżowanie pochodzącej ze wschodniej Ameryki Północnej poziomki wirginijskiej (F. virginiana Mill.) z chilijską (F. chiloensis (L.) Mill.), które zaszło przypadkiem na początku XVIII wieku. Jako pierwszy opisał ją Antoine Nicolas Duchesne. Uprawiana ze względu na jadalne owoce, w warunkach Europy Środkowej wyjątkowo i przejściowo dziczeje (efemerofit).

## Morfologia
PokrójBylina o wysokości 15–45 cm.
ŁodygaKrótka o małym przyroście na długość, ale mająca przyrost na grubość, tworząca rozłogi zwane „wąsami”, za pomocą których rozprzestrzenia się i rozmnaża wegetatywnie.
LiścieTrójlistkowe, na górnej stronie nagie i lśniące.
KwiatyObupłciowe, złożone z 5 białych płatków korony lub ich krotności oraz różnej liczby działek kielicha ułożonych w dwóch okółkach i kieliszka. Zewnętrzny okółek ma mniejsze działki, wewnętrzne są dłuższe i szersze. Po przekwitnieniu przylegają do owocu. Na wypukłym dnie kwiatowym znajduje się ok. 20 słupków i 20–30 pręcików. W czasie kwitnienia kwiatostan łukowato przygięty do ziemi.
OwocePo zapyleniu kwiatu rozrasta się dno kwiatowe, tworząc jadalny owoc zbiorowy będący jagodą pozorną. Na jej powierzchni zawiązują się liczne orzeszki, będące właściwymi owocami (wieloorzeszkowiec). Kolor orzeszków od kremowego poprzez czerwonawy do purpurowego, w zależności od odmiany. Niektóre kultywary mogą owocować kilka razy w roku.

## Biologia
Truskawka jest oktaploidem o liczbie chromosomów 2 n = 8 x = 56 i przybliżonej wielkości genomu 1C = 708–720 Mb. Oba gatunki (Fragaria virginiana i Fragaria chiloensis), z których powstała w wyniku naturalnej hybrydyzacji w wieku XVIII także były oktaploidami. Szczegółowa analiza genomu doprowadziła do wniosku, że genom pochodzi od trzech dzikich gatunków diploidalnych. Cztery z subgenomów pochodzą od diploidalnego osobnika F. vesca, dwa od diploidalnego osobnika F. iinumae oraz kolejne dwa od nieznanego przodka spokrewnionego z F. iinumae.

## Zastosowanie
- Roślina uprawna: uprawiana we wszystkich krajach klimatu umiarkowanego oraz w chłodniejszych rejonach podzwrotnikowych ze względu na smaczne owoce. Truskawki w produkcji najczęściej rozmnażane są wegetatywne poprzez rozłogi. Początki uprawy datuje się na 1817 rok w Wielkiej Brytanii, ale rozwój nastąpił w połowie XIX wieku w Stanach Zjednoczonych[4].
- Sztuka kulinarna. Ubogokaloryczna, zawartość węglowodanów na poziomie 6–9%, a wody na poziomie 80%. Zawiera cenne substancje: minerały (cynk, fosfor, magnez, mangan, potas, wapń, żelazo), witaminy (A, B1, B2, B3, B6, B9, E oraz w szczególności C – 66 mg/100g), pektyny, fitocydy, kwas elagowy, kwasy fenolowe, flawonoidy, błonnik[7], antocyjany, bromelinę (dojrzałe owoce). Owoce nadają się do bezpośredniego spożycia i na przetwory. Z owoców truskawki wytwarza się dżemy, kompoty oraz mrożonki a liście suszy na herbatkę. Z owoców można przyrządzać desery.

## Uprawa

### Odmiany uprawne
Wśród odmian uprawnych wyróżnia się między innymi:
- Odmiany owocujące kilka razy (powtarzające): ‘Capri’, ‘Elsinore’, ‘Selva’, ‘Albion’, ‘Everest’, ‘Promise’.
- Odmiany bardzo wczesne: ‘Clery’, ‘Honeoye’.
- Odmiany wczesne: ‘Laxton’s Utylity’, ‘Królowa Luiza’, ‘Senga Precosa’, ‘Sensation’ (smak ananasa), ‘Sonata’.
- Odmiany średniowczesne: ‘Elsanta’, ‘Delicatesse’, ‘Dukat’ (PL)' i Senga Sengana'.
- Odmiany średniopóźne: ‘Marmolada’.
- Odmiany późne: ‘Madame Moutot’, ‘Elista’, ‘Louis Gauthier’ (ananasowa, powtarzająca).

### Choroby
- choroby wirusowe: cętkowana plamistość truskawki, czarcie miotły truskawki, łagodna żółtobrzeżność liści truskawki, marszczyca truskawki, otaśmienie nerwów truskawki, utajona pierścieniowa plamistość truskawki
- bakteryjne: bakteryjna kanciasta plamistość liści truskawki, bakteryjna zgorzel liści truskawki, zielenienie płatków truskawki
- choroby wywołane przez lęgniowce i grzyby: antraknoza truskawki, biała plamistość liści truskawki, brunatna zgnilizna owoców truskawki, czarna zgnilizna korzeni truskawki, czerwona plamistość liści truskawki, czerwona zgnilizna korzeni truskawki, fuzarioza truskawki, mączniak prawdziwy truskawki, mokra zgnilizna truskawki, twarda zgnilizna owoców truskawki, skórzasta zgnilizna owoców truskawki, szara pleśń truskawki, werticilioza truskawki, zamieranie liści truskawki, zgnilizna korzeni truskawki, zgnilizna ogonków liściowych truskawki[11].

### Produkcja
Produkcja truskawek na świecie wykazuje tendencję rosnącą. Według danych FAO w 2020 roku wyniosła 8,9 mln ton. Wielkość jednego miliona produkcja przekroczyła w 1966 roku, dwóch milionów w 1985, trzech w 1999, a w 2009 wyniosła 3,8 mln ton. Zdecydowanie największym producentem są Chiny (prod. w 2020 3,3 mln ton). Kolejnym krajem jest USA z produkcją około 1,1 mln ton, a następnie Egipt, Meksyk i Turcja (wszystkie 500–600 tys.). Produkcja w Polsce w 1978 roku przekroczyła po raz pierwszy 200 tys. ton i do chwili obecnej kształtowała się zawsze w przedziale pomiędzy 170 a 340 tys. ton (167 tys. ton w 2020).